# Квартет
Квартет (на италиански quartetto – „четворка“) е музикално произведение от четири партии, както и ансамбълът, който ги изпълнява.
В камерната музика през 17 век започва налагането на т. нар. „струнен квартет“ в състав две цигулки, виола и виолончело. Този формат достига пълното си развитие по време на Виенския класицизъм в творчеството на композиторите Йозеф Хайдн, Волфганг Амадеус Моцарт и Лудвиг ван Бетовен. Оттогава той присъства в творчеството на повечето композитори и до наши дни. Поради големия обем музикална литература се оформят и трайни квартети – например българските квартети „Димов“ и „Еолина“.
Съществува също така т. нар. „вокален квартет“, обикновено от два мъжки и два женски гласа – сопран, алт, тенор и бас. Такива квартети често са част от по-големи ораториални и оперни творби – например някои части от Реквиема на Моцарт, квартетът от операта „Риголето“ на Джузепе Верди и др.
В съвременната поп и рок музика квартети биват наричани групите от четирима изпълнители. Известни групи от четирима са:
- Бийтълс (наричани още „Ливърпулската четворка“)
- АББА
- Пинк Флойд
- Металика
- Куийн
- Дорс и др.

Все пак особено в рок музиката най-популярен е форматът от две китари, бас китара и барабани, въпреки че нерядко участва и клавир. Употребата на термина квартет в случая е уместна, доколкото става дума за ансамбъл от четирима изпълнители, всъщност при тези групи музикалните партии са повече от четири.